# 永井涼
永井 涼（ながい りょう、7月8日 - ）は、日本の男性声優、ナレーター。同人舎プロダクション所属をへて現在VOICEプロダクション「アルカンシェル」(株アクトゥリス）
。東京都出身
。身長172cm、体重60kg 。
テレビナレーションでは、カンニング竹山と中島がコンビでレギュラー司会を務めた最後の番組TVK「湘南BankTV」で番組終了まで約1年に渡ってナレーションを担当する。軽妙洒脱なナレーションから情緒感溢れる語りまで幅広い表現力を持つ。趣味は水泳、食べ歩き。

## 出演作品

### テレビアニメ
- しおんの王（警察官）
- ハムナプトラ
- 無限戦記ポトリス（トルーパーD）

### ラジオ
- 仏法と孝道（ラジオ日本／ナレーション）

### 吹き替え
- 暗殺者の家（支配人）
- 紳士協定

### その他
- 湘南BankTV（ナレーション）